# Юксом
Юксом (англ. Yuksom) или Юксум — в прошлом, первая столица независимого Сиккима, в настоящее время, село в округе Западный Сикким. Расположен на высоте 1780 метров. Отсюда начинаются трекинговые маршруты на перевал Гоче ла (англ. Goecha La), откуда открывается вид на гору Канченджанга.

## История
- 1642 год. Коронация первого короля Сиккима. Три ламы — лама Латсунг Чемпо, лама Семпа Чемпо и лама Ригцинг Чемпо — короновали Пунцог Намгьяла первым чогьялом (королём) Сиккима. Современные историки считают, что коронация была в 1649 г. Был столицей более 20 лет.
- 1670 год. Третий чогьял Пьядор Намгьял основал в Юксоме монастырь Дубди Гомпа, который считается старейшим в Сиккиме и действует до сих пор.